# Бралло-ди-Прегола
Бралло-ди-Прегола (итал. Brallo di Pregola) — коммуна в Италии, находится в регионе Ломбардия, в провинции Павия.
Население составляет 776 человек (2008), плотность населения составляет 16 чел./км². Занимает площадь 46 км². Почтовый индекс — 27050. Телефонный код — 0383.
Покровительницей коммуны почитается святая Лукия Сиракузская, празднование 13 декабря.

## Демография
Динамика населения:

## Администрация коммуны
- Официальный сайт: